# 四ノ宮川 (静岡県)
四ノ宮川（しのみやがわ）は、静岡県東部にある狩野川水系の支流である。
源兵衛川の広瀬橋下にて分流する川で、三島市にある楽寿園の小浜池の湧水が水源であったが、都市化によって、水質が汚染され、水量が減っていたため、街中がせせらぎ事業にて、下水と分離し、旧中央水道の水源を利用し整備した。
名前の由来は、水源の楽寿園にある伊豆四ノ宮の広瀬神社からと言われている。
四ノ宮川の西側と源兵衛川に挟まれた中島を旧町名で大中島町と呼び、東側と御殿川に挟まれた中島を旧町名で小中島町と呼び、現在でも、本町大中島商店会と本町小中島商栄会や小学校の学区等で境となっている。

## 四ノ宮川の流路
源兵衛川の広瀬橋から南東へ分岐し、旧中央水道水源を通り、マークス・ザ・タワー三島の脇を通り静岡県道22号三島富士線を横断する。

本町パーキングの西側を南に進み魚忠前を西に折れ曲がり道沿いに暗渠になる。

河野米店前を南に折れ曲がりサンパーク前にて東折れ曲がりにサンパークと住宅の間を南東へ進む。

伊豆箱根鉄道駿豆線を横断し雷井戸の北を通り、静岡県道51号三島停車場線を横断し佐野美術館の隆泉苑にて御殿川と合流する。